# Til I Hear You Sing
Til I Hear You Sing é uma canção do musical Love Never Dies, sequência d'O Fantasma da Ópera. É cantada pelo Fantasma, interpretado por Ramin Karimloo no álbum conceitual. A canção foi bastante elogiada, ganhou regravações e tornou-se bastante popular no mundo teatral. 

## Sinopse
O Fantasma canta sobre como ele tem feito quase nada em dez anos desde os eventos do primeiro musical. Ele agora sente que não consegue ser produtivo de qualquer forma, até ele ouvir Christine cantar novamente. The Telegraph explica "o torturado herói sonha em se reunir com sua musa, Christine, com quem, o show revela, uma vez ele compartilhou uma noite de paixão." Ele nunca vai ser feliz até ouvir Christine cantar novamente.
Como resultado de algumas mudanças estruturais que Andrew Lloyd Webber fez no show após as críticas negativas, ela "vem bem no início do show".

## Recepção da crítica
StageWhispers descreveu como um "vocalmente alto e exigente prólogo de ". o AllMusic descreveu esta música, junto com a música título, "astuta/baladas sentimentais". Gramofone escreveu "O Fantasma de Karimloo fervilha magnificamente na sua balada de abertura ''Till I Hear You Sing". A BBC considerou a "a música mais marcante do musical", e descreveu o desempenho de Karimloo como "cheio de sangue (paixão)". Ckickey a descreveu como "uma verdadeiramente tocante de parar o show", "prodigiosa", "pulsante", e uma "grande música". The Telegraph a chamou de "uma das melhores do musical". The Stage considerou o número, juntamente com Love Never Dies, como "proeminentes". Na revisão da versão australiana, o Herald Sun escreveu que a "A interpretação de abertura do Fantasma, Till I Hear You Sing, é emocionante e nenhuma música que se segue responde a esse nível." Theatreland de Londres, escreveu: "eu não deixar o teatro cantarolando "Till I Hear You Sing". Mas o povo vai estar cantarolando "Till I Hear You Sing" em meses, anos? Claro, eles vão." O Entertainment Weekly disse que "em vez de The Music of the Night, ficamos com uma sucessão perfurante de mudanças-chave através de Till I Hear You Sing como [Erik] anseia por Christine ser restaurada como sua musa", concluindo "a sua maestria musical...em grande parte o abandonou". News.com a considerou como "a mais forte do show..que continua ser o grande destaque da noite, até... a canção título"